# ریتیان میسلز اند دفنس
ریتیان میسلز اند دفنس (RMD) یکی از چهار بخش تجاری آرتی‌اکس کورپوریشن است. دفتر مرکزی این شرکت در توسان، آریزونا قرار دارد. 
است. این شرکت سازنده مجموعه گسترده‌ای از فناوری‌های پیشرفته از جمله سامانه‌های دفاع هوایی و موشکی، سلاح‌های دقیق، رادارها و سامانه‌های فرماندهی و کنترل است.

## تاریخچه
این کمپانی ترکیبی از دو کمپانی قدیمی شرکت ریتیان، یعنی سیستم‌های دفاع یکپارچه ریتیان (IDS) و سیستم‌های موشکی ریتیان (RMS) است وقبلا کارخانه‌ای را اداره می‌کرد که قبلاً متعلق به شرکت هواپیماسازی هیوز بود .
قابلیت‌های موشکهای Key Raytheon و قابلیت‌های دفاعی، قابلیت‌های کلیدی IDS و RMS را ترکیب می‌کنند.
قابلیت‌های کلیدی IDS عبارتند از:
- رادارهای زمینی و دریایی برای دفاع هوایی و موشکی
- رادار و سونار نیروی دریایی
- اژدرها و اقدامات متقابل مین دریایی

قابلیت‌های کلیدی RMS عبارتند از:
- موشک‌ها و مهمات هدایت شونده دقیق
- هواپیماهای بدون سرنشین و طعمه‌های پرتاب هوایی
- ضد پهپاد و سلاح‌های انرژی هدایت شده غیر کشنده
- سنسورها و سلاح‌های وسایل نقلیه زمینی

Raytheon به دلیل فروش تسلیحات به عربستان سعودی که در جنگ داخلی یمن استفاده شده بود مورد انتقاد قرار گرفته‌است. این فروش توسط دولت اوباما در سال ۲۰۱۵ به دلیل نگرانی‌های بشردوستانه مسدود شد، تصمیمی که شش ماه بعد توسط دولت ترامپ لغو شد.

## محصولات
محصولات این بخش عبارتند از:
- سلاح موج غیر کشنده سیستم انکار فعال
- موشک هوا به سطح ماوریک AGM-65
- موشک هوا به سطح AGM-88 HARM
- موشک هوا به سطح AGM-129 ACM
- AGM-154 Joint Standoff Weapon بمب سر خوردن هوا به سطح
- موشک هوا به سطح گریفین AGM-176
- موشک هوا به هوا AIM-7 Sparrow
  - موشک زمین به هوای دریایی RIM-7 Sea Sparrow
- موشک هوا به هوا AIM-9 Sidewinder
- موشک هوا به هوا AIM-54 فونیکس
- موشک هوا به هوا AIM-120 AMRAAM
- AN/SPY-6 رادار دفاع هوایی و موشکی (AMDR) برای کشتی‌های نیروی دریایی
- رادار AN/TPY-2 برای سامانه دفاع موشکی تاد
- مجموعه سونار شکار معدن AN/AQS20C
- AN/ASQ-235 سیستم خنثی سازی مین هوابرد (AMNS)
- موشک ضد تانک BGM-71 TOW
- موشک کروز BGM-109 Tomahawk
- سیستم هوایی بدون سرنشین کایوت
- مهمات هدایت شونده برد گسترده[۴]
- سیستم ضد ICBM Exoatmospheric Kill Vehicle
- موشک ضد تانک جاولین FGM-148
- موشک زمین به هوای سیستم دفاع هوایی قابل حمل شخص FIM-92 استینگر
- گلوله توپخانه هدایت شونده M982 Excalibur
- موشک زمین به هوا MIM-23 Hawk
- موشک زمین به هوای پاتریوت MIM-104
- بمب هدایت لیزری Paveway
- سامانه دفاع ضد موشکی دریایی Phalanx CIWS
- موشک زمین به هوای دریایی RIM-116 Rolling Airframe Missile
- موشک زمین به هوای دریایی RIM-162 Evolved Sea Sparrow Missile
- خانواده موشک‌های دریایی استاندارد Missile
  - استاندارد RIM-66
  - استاندارد RIM-67
  - موشک استاندارد RIM-161 3
  - RIM-174 استاندارد ERAM
- SAM-N-2 Lark